# Kväcklingssjön
Kväcklingssjön är en sjö i Sundsvalls kommun i Medelpad och ingår i Indalsälvens huvudavrinningsområde. Sjön har en area på 0,354 kvadratkilometer och ligger 204,3 meter över havet. Sjön avvattnas av vattendraget Kväcklingsbäcken.

## Delavrinningsområde
Kväcklingssjön ingår i det delavrinningsområde (695312-154395) som SMHI kallar för Mynnar i Kvarnån. Medelhöjden är 230 meter över havet och ytan är 18,73 kvadratkilometer. Det finns inga avrinningsområden uppströms utan avrinningsområdet är högsta punkten. Kväcklingsbäcken som avvattnar avrinningsområdet har biflödesordning 3, vilket innebär att vattnet flödar genom totalt 3 vattendrag innan det når havet efter 56 kilometer. Avrinningsområdet består mestadels av skog (81 procent). Avrinningsområdet har 0,44 kvadratkilometer vattenytor vilket ger det en sjöprocent på 2,4 procent.